# Száguldó Layne
A Száguldó Layne (eredeti cím: Fast Layne) 2019-ben vetített amerikai televíziós vígjátéksorozat, amelynek alkotója Travis Braun. A főbb szerepekben Sophie Pollono, Sofia Rosinsky, Brandon Rossel és Winslow Fegley látható.
Amerikában 2019. február 15-én mutatta be a Disney Channel. Magyarországon 2019. május 20-án mutatta be a Disney Channel.

## Ismertető
Cedarville városában Layne Reed egy ragyogó lány, akinek szülei, Cheryl és Rob távol vannak, ezért a nagynénje a házába jött, hogy vigyázzon rá. Miközben egy iskolai kampányon dolgozik riválisa, Jasper Marr ellen a középiskolában, barátjával, Zora Morrissal egy VIN nevű intelligens autóba botlanak, amelyet Kwon és Riggins üldöznek.

## Szereplők

### Főszereplők
| Szereplő      | Színész        | Magyar hang   |
| ------------- | -------------- | ------------- |
| Layne Reed    | Sophie Pollono | Kobela Kíra   |
| Zora Morris   | Sofia Rosinsky | Mayer Szonja  |
| Cody Castillo | Brandon Rossel | Mayer Marcell |
| Mel           | Winslow Fegley | Vida Bálint   |

### Visszatérő szereplők
| Szereplő        | Színész             | Magyar hang         |
| --------------- | ------------------- | ------------------- |
| VIN             | Nate Torrence       | Szabó Máté          |
| Kwon            | Diana Bang          | Kelemen Kata        |
| Cheryl          | Enid-Raye Adams     | Sipos Eszter Anna   |
| Rob             | David Milchard      | Harcsik Róbert      |
| Riggins         | Michael Adamthwaite | Horváth Illés       |
| Betty néni      | Caitlin Howden      | Tóth Szilvia Andrea |
| Mugbee igazgató | Reese Alexander     | Varga Rókus         |
| Jasper          | Ty Consiglio        | Bogdán Gergő        |
| Alonzo          | Adrian Petriw       | Sörös Miklós        |
| Mr. Castillo    | Francisco Trujillo  | Vida Péter          |
| Hardy ezredes   | Garry Chalk         | Barbinek Péter      |
| Mike vadőr      | Andre Anthony       | Tokaji Csaba        |
| Jocko           | Paul Lazenby        | Papucsek Vilmos     |
| Doris           | June B. Wilde       | Kovács Nóra         |

## Epizódok
| #  | #  | Eredeti cím                   | Magyar cím                             | Rendezte            | Írta                            | Eredeti premier   | Magyar premier  |
| -- | -- | ----------------------------- | -------------------------------------- | ------------------- | ------------------------------- | ----------------- | --------------- |
| 1. | 1. | Mile 1: The Voice in the Shed | 1. mérföld: A fészerből kiszűrődő hang | Hasraf "Haz" Dulull | Travis Braun                    | 2019. február 15. | 2019. május 20. |
| 2. | 2. | Mile 2: Paid to Drive         | 2. mérföld: Fuvardíj                   | Hasraf "Haz" Dulull | Tom Burkhard                    | 2019. február 17. | 2019. május 21. |
| 3. | 3. | Mile 3: VIN Goes Wild         | 3. mérföld: Vin bevadul                | Joe Menendez        | Matt Dearborn                   | 2019. február 24. | 2019. május 22. |
| 4. | 4. | Mile 4: Changing Laynes       | 4. mérföld: Layne megváltozik          | Joe Menendez        | Alex Ankeles & Morgan Jurgenson | 2019. március 3.  | 2019. május 23. |
| 5. | 5. | Mile 5: Road Trip             | 5. mérföld: Kirándulás                 | Rachel Leiterman    | Travis Braun                    | 2019. március 10. | 2019. május 27. |
| 6. | 6. | Mile 6: Code Orange           | 6. mérföld: Narancs kód                | Rachel Leiterman    | Laurie Parres                   | 2019. március 17. | 2019. május 28. |
| 7. | 7. | Mile 7: On the Run            | 7. mérföld: Szökésben                  | Hasraf "Haz" Dulull | Molly Haldman & Camilla Rubis   | 2019. március 24. | 2019. május 29. |
| 8. | 8. | Mile 8: Helicopter Parents    | 8. mérföld: Szülők a helikopterben     | Hasraf "Haz" Dulull | Matt Dearborn & Tom Burkhard    | 2019. március 31. | 2019. május 30. |